# Tauxières-Mutry
Tauxières-Mutry  là một xã thuộc tỉnh Marne trong vùng Grand Est đông nam nước Pháp. Xã này nằm ở khu vực có độ cao trung bình 114 mét trên mực nước biển.